# Hildegarda (imię)
Hildegardaⓘ – imię żeńskie pochodzenia germańskiego. Wywodzi się od połączenia słów hild – „bitwa” i gard – ochrona, czyli „ta, która chroni przed wojną”.
Imię to nosiły:
w historii: św. Hildegarda z Bingen znana ze swej mistycznej poezji i proroczych wizji (XII wiek) oraz Hildegarda – żona Karola Wielkiego, a także Hildegarda Burjan.
w literaturze: Hildegarda Schoppe (zwana Żabą) – bohaterka cyklu powieści Małgorzaty Musierowicz Jeżycjada, np. Żaba
Hildegarda imieniny obchodzi 30 kwietnia, 17 września.
Hildegarda zajmuje 235. miejsce wśród najpopularniejszych polskich imion.